# Biblioteca delle tradizioni popolari siciliane
La Biblioteca delle tradizioni popolari siciliane è l'opera più importante del palermitano Giuseppe Pitrè (1841-1916), pubblicata in ben venticinque volumi tra il 1871 e il 1913.
Come il conterraneo Giovanni Meli, il Pitrè divenne medico di professione e venne, grazie ad essa, a contatto con i ceti più umili dai quali raccolse per primi i Canti popolari siciliani, pubblicati in due volumi nel 1871. Molto importante fu anche il contributo della madre, a cui dedicò questa sua prima opera; addirittura disse di lei: «è la mia biblioteca delle tradizioni popolari siciliane».
Ai primi due volumi si aggiunsero presto gli altri, dedicati alla cultura popolare, ma anche a giochi, proverbi, indovinelli, feste, medicina popolare, usi nuziali e molto altro. Per i suoi meriti e la sua fama Giuseppe Pitré fu nominato Senatore del Regno il 30 dicembre del 1914, quando anche in America venivano tradotte e pubblicate le sue opere per le Edizioni Crane, specialmente i proverbi e le fiabe, la cui radice comune a tanti popoli egli aveva esaltato rivendicando in una lettera ad Ernesto Monaci la loro ricchezza linguistica con queste parole: «Che bellezza, amico mio! Bisogna capire e sentire il dialetto siciliano per capire e sentire la squisitezza delle fiabe che sono riuscito a cogliere di bocca ad una tra le mie varie narratrici».
Come sostiene Giuseppe Cocchiara, l'opera del Pitré presenta due aspetti, uno storico e l'altro poetico, rivelando «un'umanità viva e vibrante» per cui egli era convinto che era giunto il tempo di studiare con amore e pazienza le memorie e le tradizioni, per custodirle. Da questo nacque anche la creazione del Museo Etnografico, dove raccogliere tutti i materiali e gli oggetti pazientemente ricercati per la Sicilia, che oggi porta il suo nome, ed è ospitato nelle ex-stalle della Palazzina Cinese, all'interno del Parco della Favorita. Molto belle sono le pagine dedicate alle storie di Giufà, protagonista di molti racconti comici della tradizione siciliana, e alle feste popolari, soprattutto quella del Natale e quella dei Morti (Commemorazione dei defunti).

## Elenco dei venticinque volumi
1. Canti popolari siciliani Vol. I, disponibile per il download su Internet Archive
2. Canti popolari siciliani Vol. II, disponibile per il download su Internet Archive
3. Studi di poesia popolare, disponibile per il download su Internet Archive
4. Fiabe, novelle e racconti popolari siciliani Vol. I, disponibile per il download su Internet Archive
5. Fiabe, novelle e racconti popolari siciliani Vol. II, disponibile per il download su Internet Archive
6. Fiabe, novelle e racconti popolari siciliani Vol. III, disponibile per il download su Internet Archive
7. Fiabe, novelle e racconti popolari siciliani Vol. IV, disponibile per il download su Internet Archive
8. Proverbi siciliani Vol. I, disponibile per il download su Internet Archive
9. Proverbi siciliani Vol. II, disponibile per il download su Internet Archive
10. Proverbi siciliani Vol. III, disponibile per il download su Internet Archive
11. Proverbi siciliani Vol. IV, disponibile per il download su Internet Archive
12. Spettacoli e feste popolari siciliane, disponibile per il download su Internet Archive
13. Giuochi fanciulleschi siciliani, disponibile per il download su Internet Archive
14. Usi, costumi, credenze e pregiudizi del popolo siciliano Vol. I, disponibile per il download su Internet Archive
15. Usi, costumi, credenze e pregiudizi del popolo siciliano Vol. II, disponibile per il download su Internet Archive
16. Usi, costumi, credenze e pregiudizi del popolo siciliano Vol. III, disponibile per il download su Internet Archive
17. Usi, costumi, credenze e pregiudizi del popolo siciliano Vol. IV, disponibile per il download su Internet Archive
18. Fiabe e leggende popolari siciliane, disponibile per il download su Internet Archive
19. Medicina popolare siciliana, disponibile per il download su Internet Archive
20. Indovinelli, dubbi e scioglilingua del popolo siciliano, disponibile per il download su Internet Archive
21. Feste patronali in Sicilia, disponibile per il download su Internet Archive
22. Studi di leggende popolari in Sicilia e nuova raccolta di leggende siciliane, disponibile per il download su Internet Archive
23. Proverbi, motti e scongiuri del popolo siciliano, disponibile per il download su Internet Archive
24. Cartelli, pasquinate, canti, leggende, usi del popolo siciliano, disponibile per il download su Internet Archive
25. La famiglia, la casa, la vita del popolo siciliano, disponibile per il download su Internet Archive

## Edizioni
- Giuseppe Pitrè, Biblioteca delle tradizioni popolari siciliane, (ristampa anast.) Arnaldo Forni Editore, 1981.